# うたラジ
うたラジ（うたらじ）は、2002年4月6日から2006年9月30日まで青森放送（RABラジオ）で毎週土曜日22:05 - 23:00に放送されていたラジオ番組である。

## 概要
2002年4月にワラッターSUPERが終了したあとの番組として、この「うたラジ」がスタートした。番組タイトルどおり、「うた」（音楽）を取り上げるラジオ番組である。番組開始当初は22:05 - 23:30までの放送で、パーソナリティーはワラッターSUPERから引き続き、青山英次（RABアナウンサー、通称：青ちゃん）と、亀井薫（当時:RABアナウンサー、通称:亀ちゃん）だった。また、隔週で弘前市内にあるレコードショップ「ジョイポップス」の斉藤弘店長も出演していた。
しかし、2003年4月に番組内のカラオケコーナー（後述）が土曜日の23:00 - 23:30に放送される別番組として独立したため、うたラジの放送時間も23:00までに短縮され、さらに斉藤店長も番組レギュラーを卒業した。
その1年後、亀井がRABを退社することに伴い、2004年4月からは当時新人アナウンサーだったの矢羽々恵匡（やはばよしまさ、通称:ヤッハー）が亀井に代わって担当開始。
2005年4月から番組内のカラオケコーナーから独立したこちらカラオケ屋本舗Bスタジオの終了に伴い、放送時間を再び22:05 - 23:30に拡大したものの、2006年1月から新番組「ラジオDEタカチャンネル」が土曜23:00 - 23:30で始まるため再び60分の放送となった。なお、2006年7月1日の放送は「ラジオDEタカチャンネル」の時間が拡大されたため（22:30 - 23:30）、30分短縮の25分間の放送となった。
なお、2006年10月の改編で同時間帯にワラッター!の復活版「土曜ワラッター」のスタートが決定したため、同年9月30日で終了。その日の放送は放送事故により本来の放送時間から約25分遅れでスタートしたため、これにより番組の一部が放送されず、急遽10月8日の25:00 - 25:55に改めて放送した。
ワラッター時代とは違い、生放送ではなく収録放送ではあるが、あたかも生放送のように番組が進行していく（撮って出し）のでパーソナリティーの2人は「生っぽい放送」と称している。これは青山が番組開始当時、テレビの生テレビの月 - 金を担当していたために収録での放送となった。また、2004年の矢羽々の担当開始時からRABニュースレーダーの月 - 金を担当しているため収録で放送していた。
番組当初から使われているオープニング曲はノーボトム!のオリジナルであるが、ワラッターSUPERのイベントで使われたものをそのまま使用している。また、番組内のジングルの1つはINSPiが番組のために作り、歌ったアカペラが使用されている。

## コーナー一覧
- うたラジカウントダウンエキスプレス
  - 青森県内の主要CDショップの売り上げを元に集計したベスト10を発表。番組のメインコーナー。かつては20位から発表していた。
- ノーズノイズクイズ 鼻歌で歌っている曲を当てるクイズコーナー。正解者のうち、抽選で選ばれた1名は2,000円分の音楽ギフトカードがもらえる。
- うたラジの部屋
  - リスナーからのはがきやメールなどを紹介するコーナー。
- 1位当てクイズ
  - カウントダウンエキスプレスの1位を予想するクイズ。正解者のうち、抽選で選ばれた1名はアーティストグッズがもらえる。
- そのほか
  - ゲストコーナー
  - 特別企画

## その他
この番組の元になった番組は2000年度ナイターオフの『ナイトブリッジ・フォー・ユー・こんなもんDAミュージック』である。